# Nafazolina
Nafazolina – organiczny związek chemiczny zbudowany z reszt imidazoliny i naftalenu połączonych mostkiem metylenowym. Stosowana jako lek o działaniu sympatykomimetycznym. W lecznictwie stosowana w postaci azotanu (Naphazolini nitras) lub chlorowodorku (Naphazolini hydrochloridum). Podawana miejscowo, do nosa lub worka spojówkowego.

## Działanie
Podczas podania miejscowego na błonę śluzową nosa powoduje skurcz naczyń włosowatych, zmniejszając obrzęk. Zmniejsza przekrwienie i ilość wydzieliny błony śluzowej jamy nosowo-gardłowej, ułatwia oddychanie przez nos. Zmniejsza miejscowy stan zapalny błony śluzowej nosa. Przy stosowaniu do oka, zmniejsza przekrwienie i obrzęk spojówek (zanika świąd i zaczerwienienie oka).

## Zastosowanie
Przewlekły lub ostry katar na tle wirusowym lub uczuleniowym, zapalenie zatok przynosowych, zapalenie spojówek na tle alergicznym.

## Preparaty
- Alergoftal – krople do oczu (preparat złożony)
- Betadrin – krople do nosa (preparat złożony)
- Cincol – krople do oczu (preparat złożony)
- Oculosan – krople do oczu (preparat złożony)
- Rhinazin – krople do nosa
- Rhinofenazol – krople do oczu, krople do nosa (lek złożony)
- Sulfarinol – krople do nosa

Przeczytaj ostrzeżenie dotyczące informacji medycznych i pokrewnych zamieszczonych w Wikipedii.